# Amos (prophète)
Pour les articles homonymes, voir Amos.
עָמוֹס
Compléments
Contemporain de Jéroboam II, roi d'Israël et d'Ozias, roi de Juda
Amos (עָמוֹס en hébreu) est le troisième des douze petits prophètes de la Bible. Il est l'auteur présumé du Livre d'Amos, constitutif du Tanakh ou Ancien Testament.

## Biographie
Berger de Teqoa, Amos déclare : « Je ne suis ni prophète, ni fils de prophète. » Il n'est donc pas issu de l'école des prophètes, ce qui, selon lui, en fait un réel prophète. Cette déclaration marque ainsi un tournant chez les prophètes de la Bible. 
Ses prophéties ont lieu deux ans avant un tremblement de terre, dont il est question dans Amos 1:1 : « … deux ans avant le tremblement de terre. » Le prophète Zacharie évoque également ce tremblement de terre, plusieurs siècles après : Zacharie 14:5, « Et tu fuiras comme tu as fui le tremblement de terre aux jours d'Ozias, roi de Juda. »
Bien qu'issu du royaume de Juda, il s'adresse au royaume de Samarie, en particulier aux villes de Samarie et Béthel.
Jéroboam II, souverain du royaume du Nord, conquiert rapidement la Syrie, Moab et Ammon, et étend ainsi ses dominations depuis la source de l'Oronte au nord jusqu'à la mer Morte au sud. L'empire du Nord connaît une longue période de paix et de prospérité marquée par un renouveau du développement artistique et commercial. Cependant, la corruption sociale et l'oppression des pauvres et des faibles sont répandues, et certains habitants fusionnaient au culte de Dieu le culte de divinités païennes. 
Premier prophète à écrire les messages qu'il recevait, Amos est célèbre pour la qualité de son expression. C'est le père spirituel d'Isaïe. Le livre qu'il a écrit étant la seule source produite à son sujet, il est difficile de connaître le personnage historique.
Appelé à prêcher à Béthel, il annonce la chute de la dynastie régnante et du royaume du nord. Le chef des prêtres, Amaziah, le dénonce au roi et on lui conseille de quitter le royaume, ce qu'il fit probablement. Ainsi, faute de pouvoir parler, il écrivit son message, afin qu'il puisse être transmis à plusieurs générations. Il devint alors le premier prophète littéraire connu. On pense que le prophète Osée connaissait le livre d'Amos, malgré l'absence de preuve. En revanche, on est sûr qu'Isaïe le connaissait. Amos a sûrement écrit à Jérusalem après son expulsion, avant de confier son livre à des fidèles vivant dans cette ville.